# RFW
Dit overzicht is mogelijk incompleet; u kunt helpen door het uit te breiden.

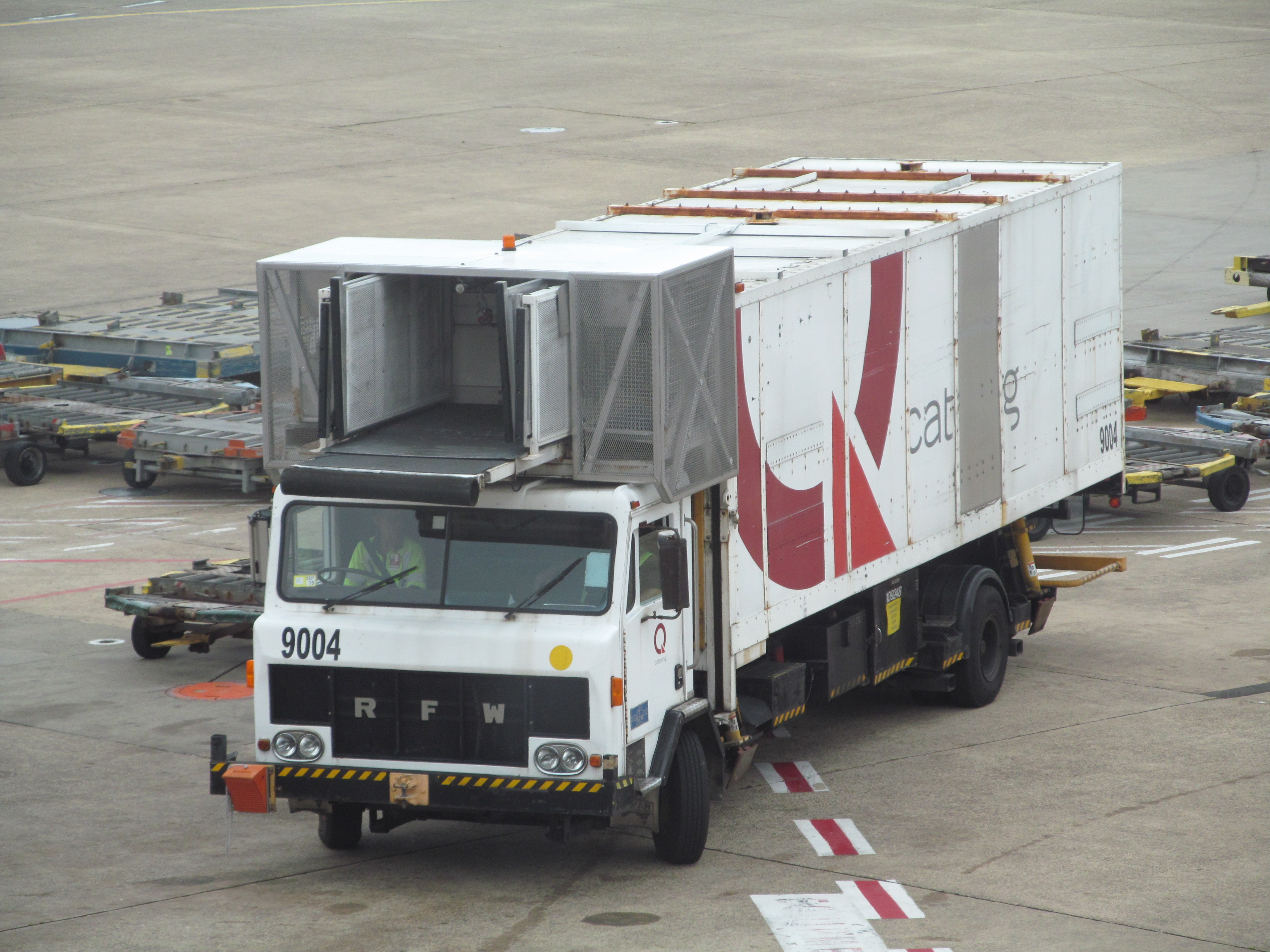
Wagen voor vliegveldcatering

RFW is een vrachtwagenmerk uit Australië.
RFW werd in 1969 opgericht door Robert Frederick Whitehead, een voormalig technicus bij de luchtmacht. RFW specialiseerde zich in voertuigen voor bijzondere doelgroepen, zoals brandweerwagens en spoorrails-vrachtwagens. De voertuigen gemaakt door de RFW waren altijd aangedreven op alle assen en werden gemaakt met Scania-onderdelen. Sinds 1980 ging het bergafwaarts met het bedrijf, en tegenwoordig maakt het alleen nog vrachtwagens op verzoek.

## Uitvoeringen
RFW stond bekend om zijn vele verschillende uitvoeringen. Zo kon er gekozen worden uit een aandrijving van 4×4, 6×6, 8×8 of 12×12. Om de voertuigen licht te houden kon gekozen worden uit cabines van glasvezelversterkte kunststof of aluminium.